# Treiso
Treiso est une commune italienne de la province de Coni, dans la région Piémont.

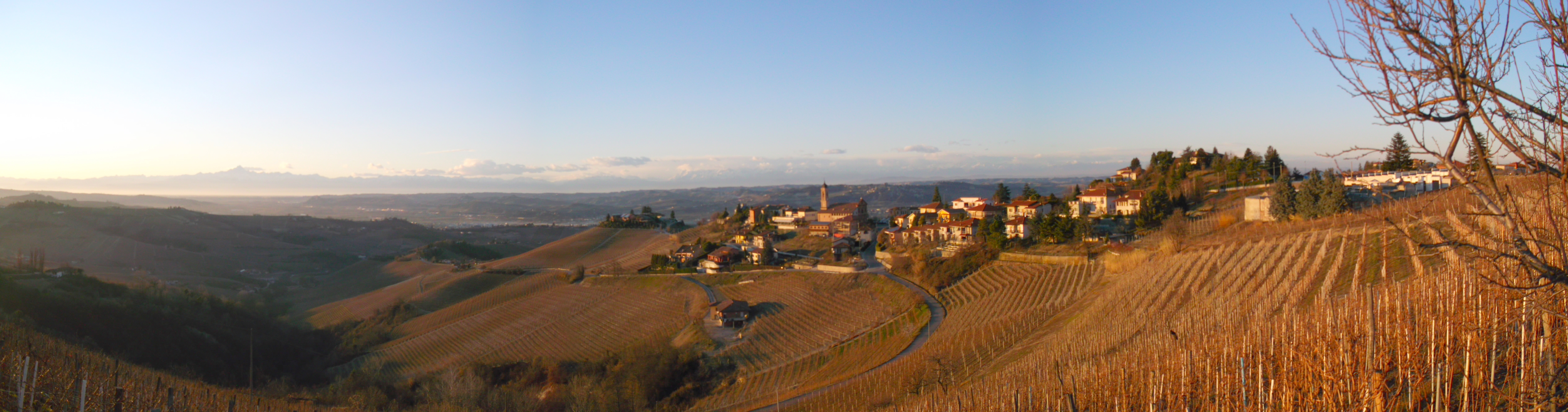

## Administration

### Liste des maires
| Période                                  | Période | Identité | Étiquette | Qualité |
| ---------------------------------------- | ------- | -------- | --------- | ------- |
|                                          |         |          |           |         |
| Les données manquantes sont à compléter. |         |          |           |         |

### Communes limitrophes
Alba, Barbaresco, Neive, Neviglie, Trezzo Tinella.

### Jumelages
- Ruoms
- Geislingen